# Gale Sondergaard
Gale Sondergaard (Litchfield, 15 de fevereiro de 1899 – Los Angeles, Califórnia, 14 de agosto de 1985) foi uma atriz estadunidense.
Começou no teatro, mas em 1936 começou a atuar também no cinema. Nesse mesmo ano se tornou a primeira atriz a receber o Oscar de melhor atriz codjuvante por sua atuação em Anthony Adverse, seu filme de estréia. Durante as décadas de 1930 e 1940, interpretou papéis secundários em diversos filmes. Foi novamente indicada ao Oscar de melhor atriz coadjuvante em 1946 por sua performance em Anna and the King of Siam, mas sua carreira declinou até o início da década de 1950, quando passou a integrar a lista negra de Hollywood ao lado do marido.

## Biografia
Gale nasceu como Edith Holm Sondergaard em 15 de fevereiro de 1899 em Litchfield, Minnesota. Seus pais eram imigrantes dinamarqueses. Ela estudou teatro na Escola de Artes Dramáticas de Mineápolis,  antes de se juntar à Companhia John Keller de Atuação de Shakespeare. Ela mais tarde viajou pela América do Norte interpretando nas peças Hamlet, Julius Caesar, The Merchant of Venice e Macbeth.

### Sucesso
Em 8 de outubro de 1928, Gale estreou na Broadway na peça Faust. Em novembro do mesmo ano atuou em Major Barbara. No ano seguinte, atuaria em Karl and Anna e Red Rust. Atuaria ainda em American Dream (1933), Doctor Monica (1933) e Invitation to a Murder (1934) antes de dar início à sua carreira no cinema em Anthony Adverse de 1936, filme pelo qual se tornou a primeira atriz a receber o Oscar de melhor atriz coadjuvante.
A carreira de Gale floresceu no restante da década de 1930, tendo ela estrelado ao lado de Paul Muni em The Life of Emile Zola (1937), produção esta vencedora do Oscar de melhor filme. Nesse mesmo ano sua imagem foi utilizada pelos Estúdios Walt Disney como inspiração para a Bruxa Malvada de Snow White and the Seven Dwarfs. Em 1939, atuou ao lado de Muni e Bette Davis em Juarez, filme indicado a dois Oscars. Neste mesmo ano foi escalada para interpretar a Bruxa Malvada do Oeste em The Wizard of Oz, mas acabou sendo substituída por Margaret Hamilton quando a MGM decidiu que o personagem deixaria de ser glamouroso e passaria a ter um aspecto mais sombrio. Sondergaard temia que isto manchasse sua carreira.
Ainda em 1939, estrelou no curta-metragem vencedor do Oscar Sons of Liberty ao lado de Claude Rains. No ano seguinte atuou em The Mark of Zorro, filme premiado com o Oscar de melhor trilha-sonora, ao lado de Tyrone Power e Linda Darnell. Também atuou em The Letter, filme indicado a sete Oscares, mais uma vez ao lado de Davis. Atuou em filmes de menor sucesso até 1944, quando apareceu em Christmas Holiday e The Climax, indicados aos Oscares de trilha-sonora e direção de arte respectivamente. Em 1946, Gale receberia sua segunda e última indicação ao Oscar pelo filme Anna and the King of Siam, na categoria de melhor atriz coadjuvante. No ano seguinte estrelou ao lado de Bob Hope, Bing Crosby e Dorothy Lamour no popular Road to Rio.

### Lista negra e declínio
Casada com o diretor Herbert Biberman de 1930 até a morte dele em 1971, Gale viu sua carreira sofrer danos irreparáveis durante o macartismo do início da década de 1950, quando seu marido foi acusado de ser comunista e integrou a primeira lista negra de Hollywood. Biberman, ao lado de outros nove artistas, foi condenado e cumpriu um ano de pena na cadeia.
Com sua carreira estagnada, Gale apoiou o marido durante o processo de produção do controverso Salt of the Earth, que falava sobre a luta de trabalhadores mexicano-americanos pela sindicalização de sua categoria num momento em que todo movimento político nesse sentido era acusado de ser comunista. Um fracasso comercial quando lançado, o filme acabou se tornando um clássico cult e foi selecionado para preservação pela Biblioteca do Congresso em 1992. O filme de 2000 One of the Hollywood Ten retrata o relacionamento de Gale com Biberman e o papel dela durante a produção de Salt of the Earth.
Gale e Biberman venderam sua propriedade em Hollywood após a conclusão das filmagens de Salt of the Earth e se mudaram para Nova Iorque, onde Gale, também na lista negra dos estúdios de Hollywood, passou a atuar no teatro. Em 1969, atuou num papel secundário em Slaves, filme de seu marido indicado à Palma de Ouro no Festival de Cannes. Em 1970 fez uma participação especial num episódio do seriado Get Smart.
Após a morte de Biberman, Gale atuou em alguns filmes, programas de televisão, além de peças de teatros (a mais notável sendo Goodbye Fidel de 1980, que mostra o drama dos refugiados da revolução cubana), antes de parar de atuar. Ela morreu de trombose vascular cerebral em Woodland Hills, Los Angeles, aos 86 anos de idade. Suas cinzas foram jogadas no Oceano Pacífico.

## Filmografia
- Anthony Adverse (1936)
- Maid of Salem (1937)
- Seventh Heaven (1937)
- The Life of Emile Zola (1937)
- Lord Jeff (1938)
- Dramatic School (1938)
- Never Say Die (1939)
- Sons of Liberty (1939)
- Juarez (1939)
- The Cat and the Canary (1939)
- The Llano Kid (1939)
- The Blue Bird (1940)
- The Mark of Zorro (1940)
- The Letter (1940)
- The Black Cat (1941)
- Paris Calling (1941)
- Enemy Agents Meet Ellery Queen (1942)
- My Favorite Blonde (1942)
- A Night to Remember (1943)
- Appointment in Berlin (1943)
- Isle of Forgotten Sins (1943)
- The Strange Death of Adolf Hitler (1943)
- Crazy House (1943) (não creditada)
- The Spider Woman (1944)
- The Invisible Man's Revenge (1944)
- Christmas Holiday (1944)
- Gypsy Wildcat (1944)
- The Climax (1944)
- Enter Arsene Lupin (1944)
- The Spider Woman Strikes Back (1946)
- A Night in Paradise (1946)
- Anna and the King of Siam (1946)
- The Time of Their Lives (1946)
- Pirates of Monterey (1947)
- Road to Rio (1947)
- East Side, West Side (1949)
- Savage Intruder (1968)
- Slaves (1969)
- Pleasantville (1976)
- The Return of a Man Called Horse (1976)
- Echoes (1983)